# Шатунова, Валерия Олеговна
Валерия Олеговна Шатунова (род. 12 июля 1994 года, Кунео) — российская волейболистка, доигровщица.

## Биография
Валерия Олеговна Шатунова родилась 12 июля 1994 года в Кунео. Отец — волейболист и тренер Олег Шатунов.
Валерия начала карьеру в 2004 году в «Ленинградке». Выступала сначала за молодёжную, а затем и за основную команду (до 2014 года, а также в сезоне 2016/2017). Затем играла за «Омичку» (2014—2015), «Северянку» (2015—2016), «Тулицу» (2017—2018). С 2018 по 2021 год выступала за «Спарту». С 2021 года выступает за казахский «Жетысу».
Окончила Национальный государственный университет физической культуры, спорта и здоровья имени П. Ф. Лесгафта.

## Достижения

### С клубами
- Серебряный призёр Кубка России 2014